# Данкерат
Данкерат (нем. Dankerath) — община в Германии, в земле Рейнланд-Пфальц. 
Входит в состав района Арвайлер. Подчиняется управлению Аденау.  Население составляет 85 человек (на 31 декабря 2010 года). Занимает площадь 3,26 км².